# Полет 742 на VIASA
Полет 742 на VIASA е редовен международен пътнически полет от международното летище „Симон Боливар“, Каракас, Венецуела, до международното летище „Маями“, Маями, Флорида, Съединените американски щати, с планирано междинно кацане не летище Грано де Оро, Маракайбо, Венецуела, управляван от VIASA. На 16 март 1969 г. самолетът „Макдонъл Дъглас DC-9-32“, който изпълнява полета, се удря в поредица от електропроводи след излитане, преди да се разбие в участъка Ла Тринидад в Маракайбо. Загиват всички 74 пътници и 10 членове на екипажа, както и още 71 души на земята. Това е най-смъртоносното гражданско въздушно бедствие в света по това време.
Причината за катастрофата се приписва на дефектни сензори, заедно с изчисленията на пистата и излитането, направени въз основа на грешна информация, което довежда до претоварване на самолета с повече от 2200 кг за условията, които преобладават. Само два дни след катастрофата министърът на благоустройството на Венецуела определя дължината на пистата като фактор, който допринася за бедствието.
Катастрофата е причината за затварянето на старото летище Грано де Оро и ускоряване изграждането на новото международно летище Ла Чинита. Новото летище отваря врати 8 месеца по-късно през ноември 1969 г. Полет 742 остава най-смъртоносният инцидент с участието на DC-9. Това е и най-смъртоносният инцидент във Венецуела, преди самолетът при полет 708 на „Уест Карибиън Еъруейс“ да се разбие 36 години по-късно през 2005 г. Общият брой на смъртните случаи, е надминат след инцидента при полет 58 на „Ол Нипон Еъруейс“, когато 162 души умират след сблъсък с изтребител F-86 през 1971 г.